# زیرکونیای مکعبی

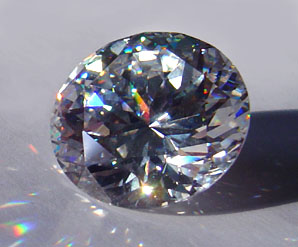
مکعب دور برش درخشان زیرکونیا

زیرکونیای مکعبی (به لاتین: Cubic Zirconia)، و به اختصار CZ، یک کریستال به شکل مکعب و از لحاظ ساختار بلوری، یک جامد کووالانسی مصنوعی است. زیرکونیوم دی‌اکسید (ZrO2)، مادهٔ سنتزشدهٔ سخت است. این کریستال اغلب بی‌رنگ است؛ اما امکان ساخت آن در رنگ‌های گوناگون وجود دارد.
به دلیل قیمت کم و به‌صرفه بودن این فراورده و پایداری بالا و شباهت بسیار به الماس، از زمان تولید صنعتی در سال ۱۹۷۶ میلادی تاکنون، یکی از اصلی‌ترین رقبا برای الماس به حساب می‌آید.
گاه برخی افراد، زیرکونیای مکعبی را به اشتباه زیرکونیوم مکعبی می‌نامند؛ در حالی که زیرکونیوم یک عنصر شیمیایی و یک فلز به رنگ سفید و نقره‌ای است. زیرکونیوم به‌شکل پودر و با استفاده از عناصر دیگر، برای ایجاد زیرکونیای مکعبی به کار می‌رود. زیرکونیای مکعبی، علاوه بر عنصر زیرکونیوم، دارای عنصر اکسیژن نیز است.

## جنبه‌های تکنیکی
زیرکونیای مکعبی، یک ساختار بلوری ایزومتریک است. یکی از مهم‌ترین ویژگی‌های این ماده، همانندی به الماس است. اکسید زیرکونیوم در طول سنتز، به‌طور طبیعی، کریستال‌های مونوکلینیک را تشکیل می‌دهد که فرم پایدار آن در شرایط جوّی طبیعی است. برای تشکیل کریستالهای مکعب یک تثبیت‌کننده در دماهای معمولی پایدار لازم است. این ماده به‌طور معمول ایتریم یا اکسید کلسیم است. مقدار تثبیت‌کنندهٔ به‌کار رفته، بستگی به شیوهٔ کار سازندگان دارد؛ بنابراین ویژگی‌های فیزیکی و نوری زیرکونیای مکعبی سنتز شده متفاوت است و همهٔ مقادیر آن محدود هستند. بیشترین کاربرد آن در ساخت زیورآلات از جنس نقره، بدل و گاهی طلا به‌جای الماس است که بهای الماس اصل، بسیار بالا بوده و به خاطر ملاحظات اقتصادی، مردم از نگین زیرکونیوم بهره می‌برند تا هزینه پایانی را کاهش دهند.
زیرکونیای مکعبی در امواج کوتاه فرابنفش خاصیت فلورسانس معمولاً به رنگ زرد، زرد مایل به سبز یا "بِژ" دارد. این اثر در امواج فرابنفش بلند، تا حد زیادی کاهش می‌یابد که گاهی همراه با درخشش سفید رنگی دیده می‌شود.

## تاریخچه
زردکانی مونوکلین (baddeleyite) در سال ۱۸۹۲ یافت شده است که صورتی طبیعی از اکسید زیرکونیوم است.
نقطه ذوب بالای زیرکونیا (۲۷۵۰ درجهٔ سانتی‌گراد یا ۴۹۷۶ درجهٔ فارنهایت) مانع رشد کنترل‌شدهٔ بلورهای منفرد می‌شود. با این حال، تثبیت اکسید مکعب زیرکونیوم خیلی زود تحقق یافته و به عنوان فرآوردهٔ مصنوعی زیرکونیا (در سال ۱۹۲۹ میلادی) معرفی شد. اگرچه زیرکونیا، مکعبی شکل است، اما به حالت سرامیک چند کریستالی می‌باشد.
از سرامیک چند کریستالی به‌عنوان مادهٔ دیرگداز بهره می‌برند. این ماده در برابر مواد شیمیایی و گرما بسیار پایدار است (حداکثر ۲۵۴۰ درجهٔ سانتی‌گراد یا ۴۶۰۴ درجهٔ فارنهایت).
در سال ۱۹۳۷ میلادی، یک کانی‌شناس آلمانی، زیرکونیا را (که به صورت دانه‌های میکروسکوپی موجود در زیرکونیا Metamict وجود دارند) یافت. گمان می‌رفت این فراورده، نتیجهٔ فرایند روکش فلزی باشد، اما این دو دانشمند گمان نمی‌کردند که این مادهٔ کانی، به اندازه‌ای باارزش باشد که نام رسمی برای آن برگزینند. این اکتشاف، از طریق پراش پرتوی ایکس تأیید شده و اثبات وجود یک همتای طبیعی با فرآورده‌های مصنوعی است.

## سنتز

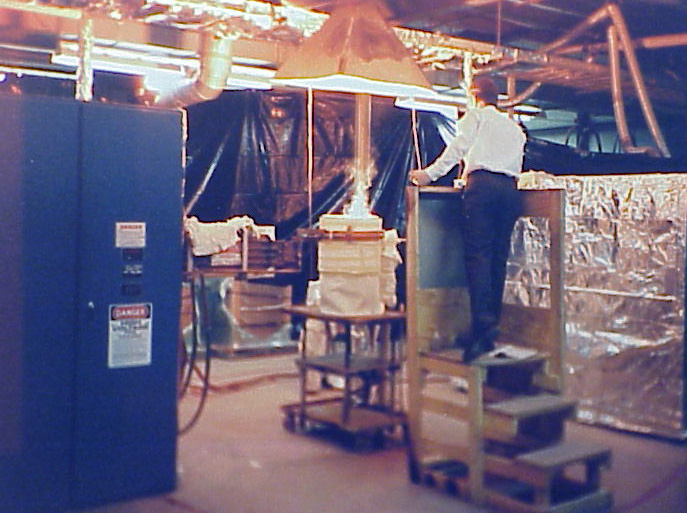
کارگر بر ذوب اکسید زیرکونیوم و اکسید اتریم نظارت دارد تا مکعب زیرکونیا در یک «کراول» القایی گرم شده ساخته شود.

هم‌اکنون روش اصلی سنتز زیرکونیای مکعبی که از سوی سازندگان به‌کار می‌رود، ذوب جمجمه است. این روش به دست Joseph F. Wenckus و همکاران (در سال۱۹۹۷) ثبت اختراع شد. این کار، عمدتاً به دلیل فرآیندی برای دستیابی به دمای بیش از ۳۰۰۰Cº و همچنین، تماس نداشتن بین مواد و ظرف ذوب می‌باشد. از کمبودهای اصلی این روش می‌توان به عدم توانایی در پیش‌بینی اندازه بلورهای ساخته شده و مهار فرایند تبلور با شیوهٔ تغییر دما اشاره کرد.
دستگاه به‌کار رفته در این فرایند، شامل یک ظرف می‌باشد که با سیم پیچ‌های مسی با فرکانس رادیویی (RF) و یک سامانهٔ خنک‌کننده آب احاطه شده است.
دی‌اکسید زیرکونیوم، که با یک تثبیت‌کننده (معمولاً ۱۰٪ اکسید اتریم) به‌طور کامل مخلوط می‌شود در یک مایع بخور سرد تغذیه می‌شود. تراشه‌های فلزی زیرکونیوم یا تثبیت‌کننده با روشی ویژه که (compact pile manner) نامیده می‌شود درون مخلوط پودر می‌شوند. ژنراتور RF روشن می‌شود و تراشه‌های فلزی به سرعت شروع به گرم شدن کرده و به سادگی در زیرکونیا اکسیده می‌شوند؛ در نتیجه، پودر با هدایت حرارتی گرم شده، شروع به ذوب شدن می‌کند و رسانای الکتریکی می‌شود. پس از آن، این ماده از سوی ژنراتور RF گرم شده و این کار ادامه می‌یابد تا زمانی که همهٔ محصول ذوب شود. به علت وجود سامانهٔ خنک‌کنندهٔ اطراف مایع مذاب، پوسته‌ای نازک از مواد جامد ساخته‌شده، تشکیل می‌شود. این باعث می‌شود زیرکونیای مذاب در پودر خود باقی بماند و از آلودگی به دور باشد تا گرما کاهش یابد. این مادهٔ مذاب برای اطمینان از همگن بودن و اطمینان از تبخیر همه ناخالصی‌ها، برای چند ساعت در دمای بالا نگهداری می‌شود. سرانجام، کل ظرف به آرامی از سیم پیچ‌های RF بیرون می‌آید تا گرمایش کاهش یافته و آرام آرام (از پایین به بالا) خنک شود. نرخی که در آن محلول از سیم‌پیچ‌های RF برداشته می‌شود، به عنوان تابعی از پایداری تبلور می‌باشد که برگرفته از نمودار انتقال فاز است. این روند تبلور را آغاز می‌کند و کریستال‌های مفید شروع به شکل‌گیری می‌کنند. پس از خنک شدن کامل ظرف تا دمای اتاق، بلورهای به‌دست آمده چند بلوک کریستالی تغییر طول یافته خواهند بود.
این تغییر شکل به علت مفهومی به عنوان دژنراسیون بلور شناخته می‌شود. اندازه و قطر کریستال‌های به دست آمده تابعی از سطح مقطع کریستال، حجم و ترکیب مذاب است. قطر بلورها بسیار تحت تأثیر غلظت {\displaystyle Y_{2}O_{3}} تثبیت‌کننده است.

### ناخالص‌سازی
به دلیل ظرفیت ایزومورفیک زیرکونیای مکعبی می‌توان آن را با چندین عنصر آلایش (تخدیر) کرد تا رنگ بلور را تغییر دهد.
| نام ماده    | نماد | رنگ(ها)         |
| ----------- | ---- | --------------- |
| سریم        | Ce   | زرد-نارنجی-قرمز |
| کروم        | Cr   | سبز             |
| کبالت       | Co   | بنفش-بنفش-آبی   |
| مس          | Cu   | زرد-آبی         |
| اربیم       | Er   | رنگ صورتی       |
| اروپا       | Eu   | رنگ صورتی       |
| آهن         | Fe   | رنگ زرد         |
| هولمیوم     | Ho   | شامپاین         |
| منگنز       | Mn   | قهوه ای بنفش    |
| نئودیمیوم   | Nd   | رنگ بنفش        |
| نیکل        | Ni   | زرد قهوه ای     |
| پراسودیمیوم | Pr   | کهربا           |
| تولیوم      | Tm   | زرد قهوه ای     |
| تیتانیوم    | Ti   | قهوه ای طلایی   |
| وانادیوم    | V    | سبز             |

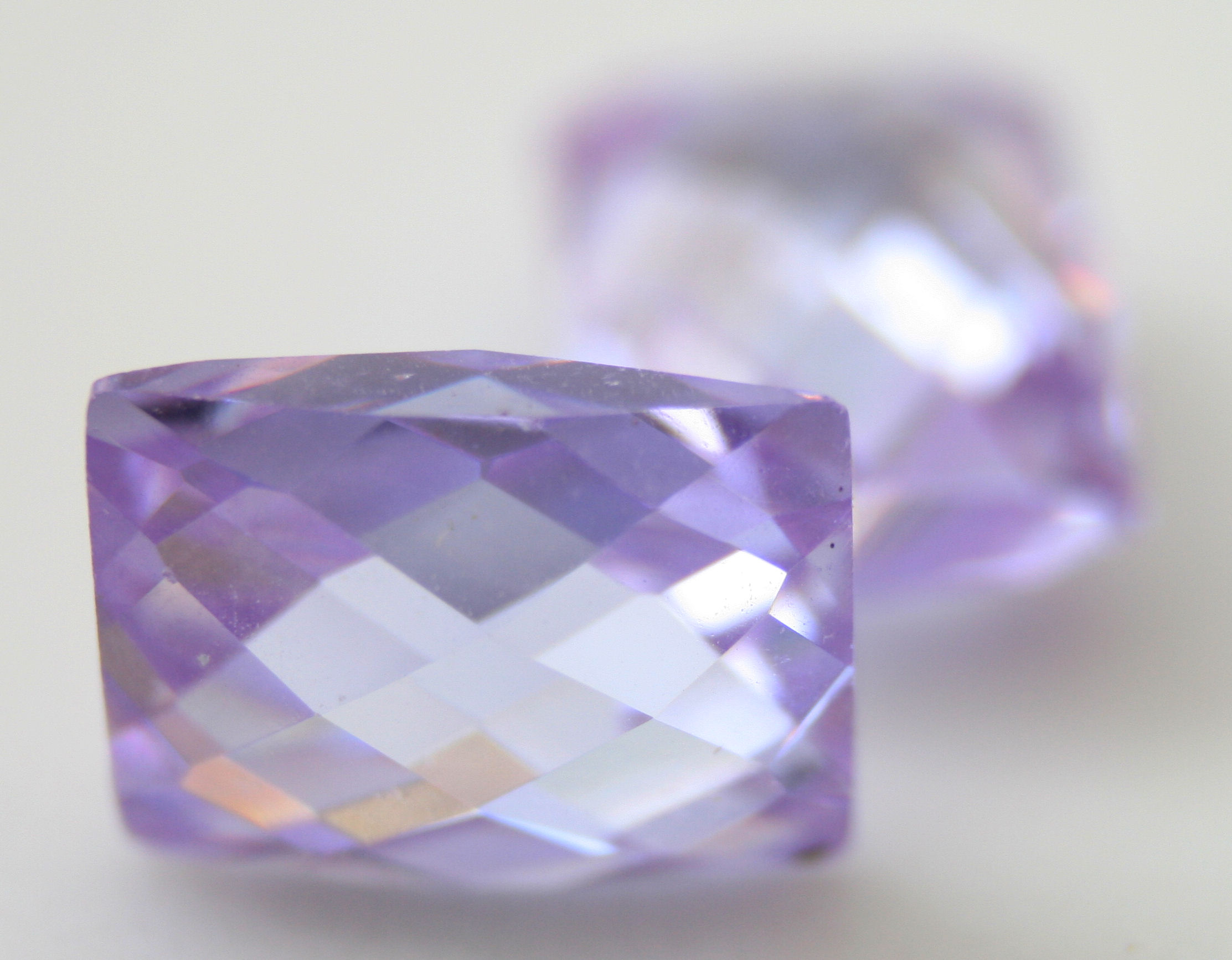
زیرکونیا مکعب بنفش با برش تابلو
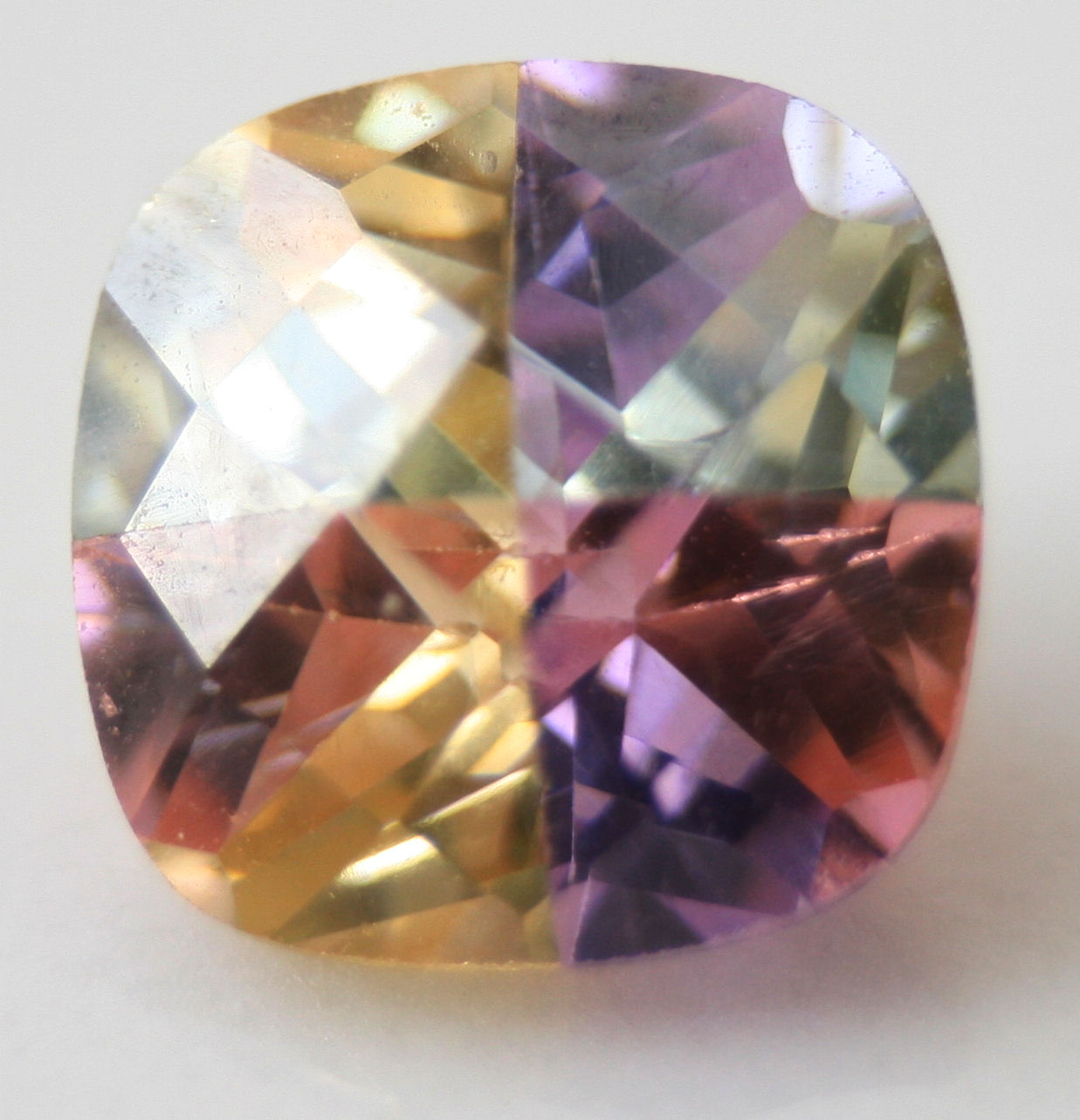
زیرکونیا مکعب چند رنگ
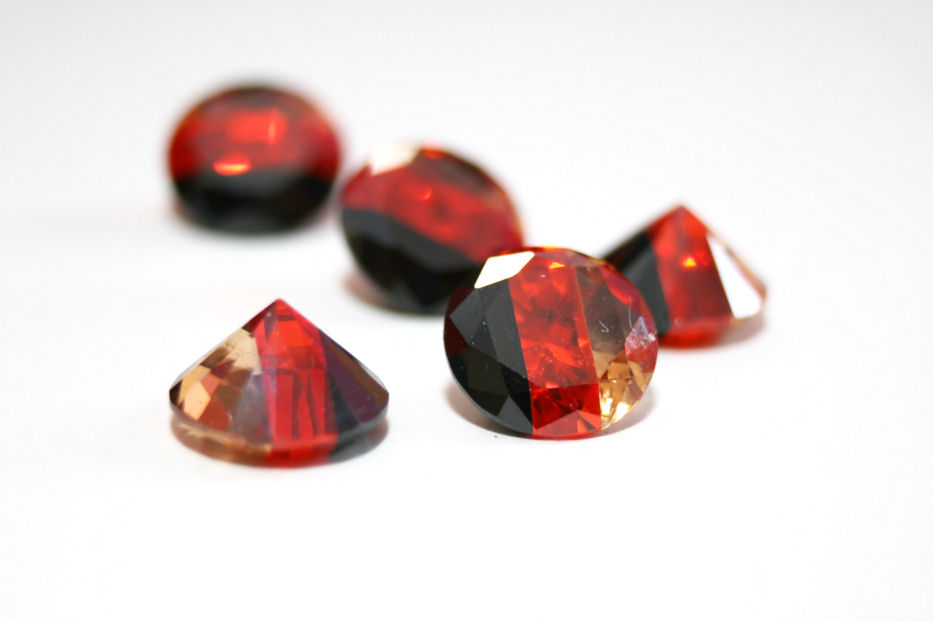
سنگهای زیرکونیا مکعبی سه تنی
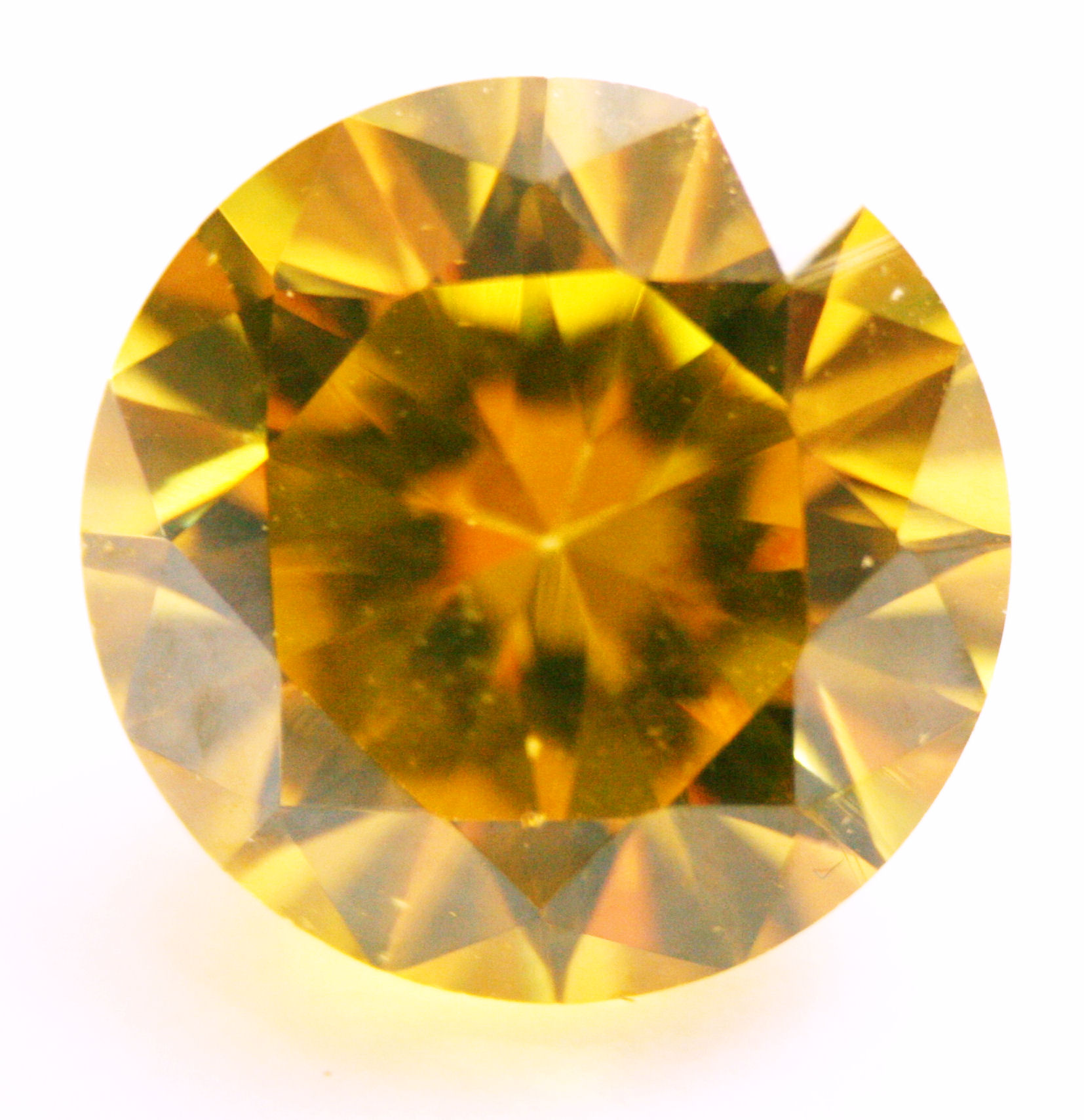
زیرکونیا مکعبی زرد

### نقص رشد اولیه
کریستال‌های YCZ (زیرکونیای مکعب یتریوم)، شفافیت بالا و ضریب شکست کمتر از {\displaystyle 5\times 10^{-5}} دارند. اما برخی از نمونه‌ها دارای کاستی‌هایی هستند که رایج‌ترین موارد، عبارت است از:
- اجزاء فاز پراکندگی نور: ناشی از آلاینده‌های موجود در بلور (در درجه اول رسوب سیلیکاتها یا آلومیناتهای اتریم) که به‌طور معمول از نظر اندازه ۰٫۰۳–۱۰ میکرومتر است.
- تنش‌های مکانیکی: به‌طور معمول ناشی از گرادیان درجه حرارت زیاد در فرایندهای رشد و خنک‌کننده است و باعث می‌شود که کریستال با فشارهای مکانیکی درونی که بر آن ایجاد می‌شود، شکل بگیرد. این رویداد، باعث می‌شود که مقادیر شاخص انکسار، حداکثر {\textstyle 8\times 10^{-4}} باشد؛ اگرچه اثر آن می‌تواند با پایدارسازی در ۲۱۰۰Cº کاهش یابد و به دنبال آن یک روند خنک‌کننده با سرعتی آرام انجام شود.
- جابه‌جایی‌ها: مانند فشارهای مکانیکی، جابه‌جایی‌ها می‌توانند تا اندازه بسیاری کاهش یابند.

## نوآوری‌ها
در سال‌های گذشته  سازندگان به دنبال راه‌های ایجاد تمایز میان زیرکونیای مکعبی خود هستند. پوشش زیرکونیای مکعبی، با غشایی از کربن الماسواره (DLC) یکی از این نوآوری‌ها است، فرایندی که با بهره‌گیری از رسوب بخارشیمیایی انجام می‌شود. ظاهراً مواد به‌دست آمده سخت‌تر، براق‌تر و بیشتر همانند الماس هستند. گمان می‌رود که این پوشش ضمن خنثی کردن ضریب شکست آن، پاشندگی نوری اضافی زیرکونیا مکعب را کاهش دهد و بیشتر همانند الماس شود.